# Erik Vlček
Erik Vlček (Komárno, Nitra, 29 de dezembro de 1981) é um canoísta eslovaco especialista em provas de velocidade.

## Carreira
Foi vencedor da medalha de prata em K-4 1000 m em Pequim 2008, junto com os seus colegas de equipa Michal Riszdorfer, Richard Riszdorfer e Juraj Tarr.
Foi vencedor da medalha de bronze em K-4 1000 m em Atenas 2004, junto com os seus colegas de equipa Michal Riszdorfer, Richard Riszdorfer e Juraj Bača.
Vicek representou seu país na Rio 2016 e ganhou a medalha de prata no prova do K4-1000m.